# Aleksandr Maletin
Aleksandr Maletin (en russe : Александр Иванович Малетин, transcription française : Aleksandr Ivanovitch Maletine) est un boxeur russe né le 6 février 1975 à Nijnevartovsk.

## Carrière
Médaillé de bronze aux Jeux olympiques de Sydney en 2000 dans la catégorie poids légers, il remporte également au cours de sa carrière amateur un titre mondial à Budapest en 1997 et trois européens.

## Parcours auxJeux olympiques
Jeux olympiques d'été de 2000 à Sydney (poids légers) :
- Bat Makhach Nuridinov (Azerbaïdjan) 14-5
- Bat Patrick Lopez (Venezuela) par arrêt de l'arbitre au 3e round
- Bat Selim Palyani (Turquie) par arrêt de l'arbitre au 4e round
- Perd contre Mario Kindelán (Cuba) 15-27

## Référence
1. ↑  (en) Résultats des Jeux olympiques 2000 (amateur-boxing.strefa.pl)